# Antioquia del Meandre
Antioquia del Meandre (en llatí Antiocheia ad Maendrum, en grec antic (Ἀντιόχεια πρὸς Μαιάνδρω), era una petita ciutat a la vora del riu Meandre a Cària, prop de la frontera amb Frígia. En aquesta ciutat hi havia un pont de pedra que creuava el riu, i el territori dels dos costats era molt fèrtil, però patia alguns terratrèmols, segons diu Estrabó. Hi va néixer el sofista Diotrefes, que va ser el mestre d'Hibrees de Milasa, el gran retòric.
Plini el Vell diu que la ciutat estava envoltada pel riu Orsinus o Mosinus que desaiguava al Meandre. També diu que la ciutat la va fundar Antíoc I Sòter, segurament a través d'un sinecisme, (una unió de poblacions existents), entre dues ciutats que anomena Seminethos i Cranaos.
Esteve de Bizanci diu que el seu nom original era Pitòpolis (Pythopolis) i que el nom nou li va donar per Seleuc I Nicàtor en honor de la seva mare Antioquis. Segons Titus Livi, el cònsol Gneu Manli Vulsó hi va acampar l'any 189 aC quan anava contra els gàlates.